# Letteratura coreana
La letteratura coreana è l'insieme delle opere scritte da autori di nazionalità coreana o di lingua coreana. Cronologicamente viene suddivisa in un periodo classico e uno moderno.
I testi furono prima scritti in gugyeol, un tipo di sistema che permetteva di riprodurre i testi dei classici cinesi in coreano, poi in hangŭl, l'alfabeto coreano creato nel XV secolo grazie a Sejong il Grande, quarto re della dinastia Joseon.

## Periodo classico

### Origini
La letteratura classica coreana fu influenzata dal Confucianesimo, dal Taoismo e dal Buddismo. La sua origine può essere fatta risalire all'epoca preistorica, durante il periodo Jeulmun (8000-1500 a.C.) e il periodo Mumun (1500-300 a.C.). Le prime forme artistiche combinavano danza, musica e letteratura, ma essendo tramandata oralmente non sono sopravvissuti nel tempo esempi integri.
Durante il periodo Mumun venivano tramandate, oralmente o durante le feste cerimoniali, la leggenda di Dangun, fondatore del regno di Gojoseon, nato da un dio e un'orsa; e la leggenda di Jumong, fondatore del regno di Goguryeo, nato dal dio Hae Mosu, figlio del Cielo, e Yuhwa, la figlia del dio del fiume Habaek.
Contemporaneamente nacque la tradizione coreana di creare storie riguardanti gli animali, che raccontano in realtà vicende umane attraverso l'immaginario degli animali. Alcune si concentrano su come un animale arrivi ad assumere le sue caratteristiche fisiche (narrativa dell'origine), alcune rappresentano animali più deboli che usano il loro ingegno per ribaltare la situazione o sconfiggere gli animali dominanti o più forti (narrativa degli stratagemmi), alcune hanno per protagonisti animali che vogliono restituire dei favori (narrativa dei favori resi), altre infine discendono dalla tradizione totemista e della venerazione delle divinità animali e rappresentano animali che si pensa abbiano poteri soprannaturali (narrativa degli animali ultraterreni).
In questo periodo si diffusero anche le canzoni: un esempio è la canzone composta dal secondo re di Goguryeo Hwangjo ka (lett. "Canzone degli orioli"), trascritta con i caratteri cinesi.

### Periodo dei Tre Regni (57 a.C.-668)
Nel regno di Silla erano diffuse le hyangga (lett. "Canzoni natie"), che utilizzavano temi del Confucianesimo o riferiti alla pratica religiosa. Venivano trascritte in hyangchal, un sistema di scrittura cinese nel quale alcuni caratteri venivano utilizzati per il suono ed altri per il significato; poiché questo sintema era molto complicato solo poche hyangga sono state del tutto decifrate. All'epoca moderna ne sono giunte venticinque: quattordici si possono ritrovare nel Samguk yusa, mentre undici del più tardo periodo Goryeo sono preservate nel Gyunyeo jeon.

### Goryeo (935-1392)
Durante il primo periodo del regno di Goryeo venne ripreso il genere hyangga che si era sviluppato durante il regno di Silla, ma l'interesse scemò presto e si creò un nuovo tipo di forma poetica che divenne molto popolare, le Goryeo byeolgok o Goryeo gayo (lett. "Canzoni di Goryeo"). Venivano inizialmente tramandate in forma orale, recitate dalle kisaeng in occasioni come le cerimonie e gli spettacoli indirizzati ai nobili o alla famiglia reale, mentre in seguito vennero trascritte in hangŭl. I loro autori sono sconosciuti. La poesia poteva avere due forme: la dallyeonche formata da poche stanze e la yeonjangche, che aveva molte stanze. Tra le più famose rientra Cheongsan byeolgok (lett. "Canzone della verde montagna"), che narra il dolore e la gioia che provoca la vita. Altro tema frequente era quello del dolore della partenza, che si può ritrovare in Gasiri (lett. "Stai partendo?") e Seogyeong byeolgok (lett. "Canzone della capitale occidentale"). Le canzoni potevano essere destinate ad altre persone come benedizione o augurio: ne sono esempi Jeongseok ga (lett. "Canzone dello scalpello e della pietra") e Samo gok (lett. "Ode alla madre").
Nel 1087 si iniziarono a diffondere le Tripitaka Koreana, una collezione di oltre ottantamila tavolette di legno che riportano il canone buddista. Dopo l'invasione mongola del 1231 gran parte delle tavolette andò distrutta; in seguito il re Gojong (1213-1259) ne ordinò la restaurazione e la revisione.
Durante il regno di Injong (1122-1146) venne scritto il Samguk sagi (lett. "Storia dei Tre Regni"): completato nel 1145 dal funzionario reale Kim Pusik, è composto da 50 volumi che raccontano la storia dei regni di Silla, Goguryeo e Baekje, raccogliendo altresì trattati e sezioni dedicate a geografia, musica e biografie.
Nel 1285 invece monaco buddista Il-yeon concluse il Samguk yusa (lett. "Memorie dei Tre Regni"), contenente al suo interno di storie, miti e leggende sui Tre Regni nonché sui monaci buddisti.
Intanto iniziavano a spiccare molti scrittori come Yi Kyu-bo (1168-1241), Ch'oe Ch'ung (984-1068), Kim Hwang-won (1045-1117), Chong Chi-sang (?-1135) e il Chungnim Kohoe (lett. "Assemblea nel bosco di bambù"), un gruppo di sette poeti estremamente stimati che eccellevano nella poesia cinese.

### Joseon

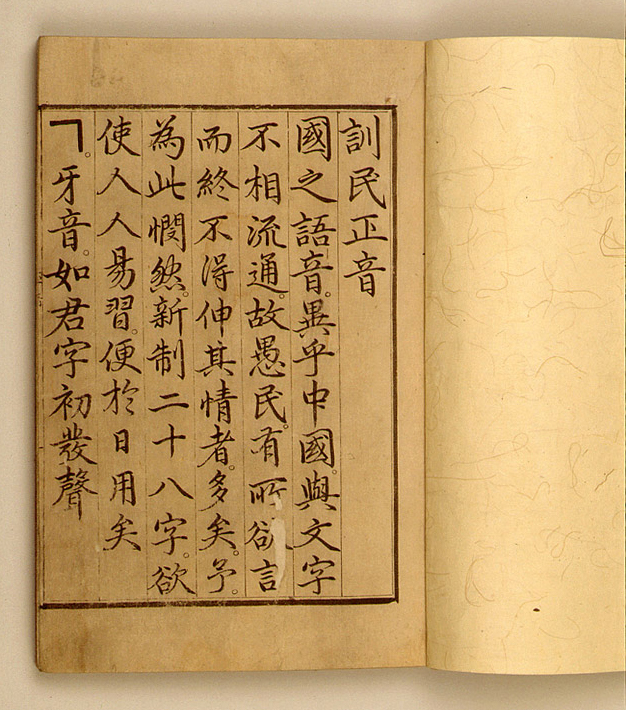
Hunminjeongeum, il libro in cui venne pubblicato il nuovo sistema di scrittura hangŭl.

#### Primo periodo Joseon (1392-1598)
Durante il regno di Sejong il Grande (1418-1450) venne sviluppato un nuovo alfabeto, l'hangŭl, che venne adottato come alfabeto ufficiale e che, rispetto ai caratteri cinesi, era più semplice da apprendere anche da persone meno colte. La classe sociale elevata, però, continuò ad usare il cinese per la letteratura perché la consideravano superiore, e la situazione non cambiò fino agli inizi del XIX secolo. Il re Sejong incoraggiò e appoggiò lo sviluppo della letteratura all'interno della sua corte, e nel 1420 istituì il Jiphyeonjeon, un gruppo di studiosi selezionati dal re che si occupava della ricerca e degli studi.
Si affermarono nuovi tipi di componimenti poetici. L'akchang (lett. "versi musicati") comprendeva canti per accompagnare la musica che veniva suonata a corte. Il kyonggi venne invece usato dai letterati dell'epoca per esprimersi: questo stile utilizzava i caratteri cinesi per esaltare le tradizioni e la terra della Corea; lavori come Sangdae byeolgok (lett. "Canzoni dei censorati"), Hallim byeolgok (lett. "Canzone degli accademici confuciani"), Gwandong byeolgok (lett. "Canzone della provincia di Gwandong") e Hwasan byeolgok (lett. "Canzone del Monte Hwa") furono i più rappresentativi. Il sijo, originario del tardo periodo Goryeo, ottenne il suo successo soltanto durante il periodo Joseon. Le tematiche maggiormente trattate erano la natura e il pensiero confuciano, ed era molto diffuso tra le kisaeng: uno dei più famosi è stato composto da una di loro, Hwang Jin-yi. Gran parte dei testi è contenuta nel Sijo munhak sajon" (lett. "Dizionario della letteratura sijo"), redatto da Chong Pyonguk. L'origine del gasa, invece, risale probabilmente alle canzoni buddiste del XIV secolo di un monaco di nome Naong conosciute come sowangga e incentrate sulla contemplazione della natura e la metafora dell'amore tra donna e uomo. Il primo vero esempio di gasa è l'opera di Chong Kugin (1401-1481) intitolata Canzone alla primavera, dove si parla della vita dopo il pensionamento. I gasa noti come naebanggasa (lett. "Canzoni delle camere interne") venivano scritti dalle donne, ma le autrici di tali componimenti sono rimaste sconosciute. Essi ottennero molto successo soprattutto tra le donne yangban. Rispetto ai sijo, i gasa erano più diffusi tra le donne poiché lo stesso poema poteva avere molte varianti, mentre il sijo, rappresentando il punto di vista di un unico poeta, poteva essere difficilmente riprodotto. Inoltre il sijo aveva un numero prefissato di versi a cui doveva attenersi, al contrario del gasa.

#### Tardo periodo Joseon (1598-1894)
Dopo le due invasioni giapponesi e le invasioni mongole, molte opere d'arte, documenti e opere letterarie andarono distrutte o confiscate.
Tra il 1550 e il 1850 si sviluppò e fiorì il Silhak, un movimento di riforma sociale del confucianesimo che andò a contribuire anche allo sviluppo della letteratura; uno dei suoi massimi esponenti fu il calligrafo Kim Chŏng-hui.
Il sijo continuò il suo sviluppo ed emersero nuovi temi come l'amore per il re e la crisi nazionale dopo le invasioni. Il nuovo sasol sijo rappresentò tematiche della vita ordinaria attraverso un'esplicita rappresentazione del sesso, con esagerazioni anche grottesche; al contrario altri sijo presentarono delle variazioni comiche rispetto ai temi classici dove l'interlocutore aveva il desiderio di diventare un tutt'uno con la sua amata (per esempio, un uomo sognava di poter diventare un pezzo del vestito della sua donna). Come il sijo anche il gasa continuò a diffondersi ampliando le sue tematiche: oltre alle invasioni, venivano trattati temi come l'esilio, le città, i viaggi di piacere, il lavoro e le giornate dei contadini, le manie di uomini e donne pazzi, le missioni degli inviati in Giappone e Cina. Si diffuse poi il "gasa di viaggio", che descriveva di montagne e laghi visti durante i viaggi, e di cui sono sopravvissuti venticinque esemplari. Emerse anche un nuovo tipo di forma poetica, il pungyo (lett. "Poemi del popolo"), che si riferiva alla poesia composta dalla classe sociale più bassa.
La letteratura scritta in cinese emerse nuovamente, soprattutto durante il regno del re Seonjo (1567-1608). Tra tutti i poeti Paek Kwanghun (1537-1582), Ch'oe Kyongch'ang (1539-1583) e Yi Tal (1539-1612) si concentrarono maggiormente sullo stile Tang, scrivendo poemi che narravano i sentimenti e le emozioni provati durante la propria vita. Un altro poeta rilevante fu Kwŏn P'il, il quale scrisse poemi che esprimevano le condizioni sociali dell'epoca, denunciando il potere corrotto e la depravazione radicata nella società.
Oltre alla poesia in cinese fiorì anche la narrativa in questa lingua. La sua origine non è chiara, e probabilmente comprendeva storie brevi come i chuanqi (romanzi) e le storie fantastiche nello stile Tang, la narrativa biografica e la narrativa storica. La prosa narrativa maggiormente usata fu il racconto fantastico proveniente dalla Cina, la cui trama principale comprendeva una serie di personaggi di nobile nascita: la prima di queste opere in Corea fu Kŭmo sinhwa di Kim Si-sŭp; seguirono poi racconti dove il tema ricorrente era l'amore tra un giovane uomo e una donna come in Chusaeng chŏn (lett. "Storia di Chu Hoe"), Ch'oe Ch'ŏk chŏn (lett. "Storia di Ch'oe Ch'ŏk") e Unyŏng chŏn (lett. "Storia di Unyŏng").
Tra gli altri nuovi generi narrativi il più rilevante fu lo yadam, che comprendeva storie di personaggi che avevano a che fare con eventi storici. Il primo di essi fu Ŏu yadam (lett. "Storia di Ŏu") di Yu Mong-in.
La produzione romanzesca in Corea si sviluppò nel XVII secolo con la narrativa vernacolare; l'opera più importante fu Hong Gildong jeon (lett. "Storia di Hong Gildong") di Hŏ Kyun. Questo tipo di narrativa non ottenne immediatamente successo in quanto era considerata distruttrice della moralità e dei costumi perché rappresentava uomini malcontenti, ribelli e fuori legge, passioni, sogni o desideri che era meglio sopprimere, oppure una versione distorta del mondo: per questo motivo molti autori rimasero anonimi. La narrativa classica si avvicinò anche al tema dell'amore, con finali lieti dove invece il racconto fantastico terminava in modo anche tragico.
Verso l'inizio del XVIII secolo nacque il pansori: inizialmente era un tipo di poesia che si tramandava oralmente e trattava tematiche della vita reale, basandosi su un'alta espressione musicale mescolata ad un pizzico di umorismo, ma è considerato da molti critici un genere narrativo di tipo drammatico. All'epoca moderna sono giunti dodici pansori, cinque con partitura e sette solo in prosa.

## Periodo moderno
La transizione tra la letteratura classica e quella moderna è segnata dal periodo illuminista, durante il quale si ebbe un nuovo tipo di educazione in contemporanea ai moti per la letteratura.
La letteratura moderna si sviluppò principalmente grazie all'influenza del mondo occidentale. Dopo il 1894 emersero nuove forme narrative: il sinsosŏl, scritto in hangŭl e interamente in prosa, riportava nei suoi romanzi gli ideali dell'illuminismo in contrasto con la società contemporanea, e fu il primo genere ad applicare l'inversione temporale. Il changga derivava dagli inni che venivano cantati in chiesa e raggiunse il successo grazie agli scritti di due autori, Yi Yongu con Aeguk ka (lett. "Inno nazionale") e Yi Chungwŏn con Tongsim ka (lett. "La mente di un ragazzo").

### Periodo coloniale giapponese (1910-1945)
Durante il periodo coloniale giapponese, gli ideali dell'Illuminismo non furono più espressi nelle opere letterarie a causa del controllo sulla libertà di parola e di stampa. Dopo il movimento del 1º marzo 1919, un primo tentativo di pubblica espressione che venne duramente represso, la letteratura cominciò a utilizzare temi come l'espressione individuale e la scoperta di sé; si formarono circoli letterari, riviste sulla letteratura e alcuni quotidiani nazionali.
I romanzi dei primi anni Venti raffiguravano le sofferenze degli intellettuali insieme alle vite miserabili che gli operai e i contadini erano costretti a vivere. Lo stesso argomento venne toccato nelle opere poetiche, e si sviluppò altresì un tipo di tecnica stilistica, il shincheshi, che insieme al changga creò il chayushi, la poesia con il verso libero.
Verso la metà degli anni Venti la letteratura coreana venne suddivisa in letteratura nazionale e letteratura di classe secondo gli ideali sociali e democratici dell'epoca. Il movimento di letteratura proletariasi propose di pubblicare opere con tematiche riguardanti i contadini e gli operai per allargare la propria espansione ed ottenere un maggiore appoggio.
Negli anni Trenta la letteratura coreana subì un ulteriore colpo causato dal rafforzamento del militarismo giapponese; nacquero comunque nuove tendenze letterarie e nuove tecniche, come quella di dissociarsi dal mondo reale. Al contrario, i romanzi lunghi raccontavano di personaggi che vivevano durante periodi difficili e turbolenti. Si svilupparono due nuovi tipi di genere poetico: il sunsushi (lett. "pura poesia") e i poemi dedicati alla natura.

### Periodo di divisione nazionale (1945-oggi)
Dopo la resa del Giappone nel 1945, la Corea ottenne l'indipendenza, ma fu presto costretta ad una divisione tra nord e sud, che ebbe un forte impatto sulla letteratura insieme alla successiva Guerra di Corea.
Lo scopo principale della poesia del dopoguerra coreano fu la ricerca di un nuovo stile poetico. Uno dei più rinomati fu il Chont'ongp'a, che univa il sentimento popolare ai ritmi tradizionali. Il Shilhomp'a, al contrario, aveva lo scopo di cambiare le tradizioni.

#### Corea del Nord
La letteratura nella Corea del Nord venne sottoposta ad un controllo dello stato e dell'Alleanza di Scrittori di Choson, la quale stabilì che i vari generi della letteratura avevano come unico scopo quello di esaltare il leader della nazione. Gran parte della letteratura nordcoreana venne diffusa in Cina e in Russia.

#### Corea del Sud
La maggior parte della narrativa della Corea del Sud dopo la guerra ebbe come soggetto la lotta portata avanti dalla gente comune per cercare di superare le pene e le sofferenze di tutti i giorni.
Dopo la rivoluzione del 1960, le tendenze poetiche continuarono a cambiare indirizzandosi verso i problemi di tipo sociale e politico dell'epoca.
Gli anni Settanta portarono la società coreana ad una rapida industrializzazione che marcò un distacco profondo tra la popolazione ricca e quella più povera. Si formò un nuovo tipo di movimento letterario e la narrativa venne indirizzata verso i problemi sociali che erano nati dopo l'industrializzazione, la vita nelle periferie e la vita dei lavoratori, analizzando l'isolamento a cui erano costretti dallo sviluppo industriale. Durante questo periodo emerse anche la satira sociale con Park Wan-suh e Ch'oe Il-lam, e il pundansosol (romanzo di divisione), dove si discuteva della divisione nazionale della Corea.
Per quanto concerne la poesia, la tematica principale furono le esperienze dei minjung (lett. "Popolo oppresso").
Nel 2024 la scrittrice Han Kang ha vinto il Premio Nobel per la letteratura, divenendo la prima personalità coreana ad aggiudicarsi questo riconoscimento.